# Dera
Daraa o Dera (àrab: درعا, Darʿā), antiga Adhriat (àrab: أذرِعات, Aḏriʿāt), clàssica Adraa (grec antic: Ἀδράα) i bíblica Edréi (hebreu: אֶדְרֶעִי, ’Edre‘î‎), és una ciutat de Síria, al sud-oest del país prop de la frontera amb Jordània, capital de la governació de Daraa, i de la regió històrica de l'Hauran (Hawran), a 106 km al sud de Damasc. La regió produeix vi i oli. Fou antigament centre comercial de cereals i de les caravanes. La població és d'uns 75.000 habitants (estimació 2007)
El rei amorita de Bashan, Og, fou derrotat i mort a Edrei per Josué i els seus homes en una batalla, segons la Bíblia. La zona fou disputada entre els regnes de Damasc i d'Israel. El 732 aC va esdevenir possessió assíria, i podria ser l'Aduri de les tauletes d'Amarna. Fou capital de la Batanea amb el nom d'Adraa. Fou conquerida per Antíoc III el Gran el 218 aC i després ocupada pels nabateus, per esdevenir finalment romana i part de la província d'Aràbia Pètria el 106.
Al segle V era seu d'un bisbat. Fou assolada pels perses en la seva campanya del 613-614, i les oliveres de la regió foren destruïdes; els romans d'Orient la van recuperar; en aquest temps hi havia una gran colònia jueva; s'hi va instal·lar la tribu àrab dels Nadir quan fou expulsada de Medina per Mahoma per ser jueus. Sota el califa Abu Bakr va ser conquerida pels musulmans; la ciutat fou visitada pel califa Umar. Probablement hi va néixer el califa Muawiya II. El 906 la població fou massacrada durant la revolta càrmata i va passar a ser un llogaret.
A l'època de les croades portà el nom de Cité Bernard d'Étampes i se l'esmenta el 1119 i 1147. Sota els mamelucs i otomans portava el nom d'Adhriat i era capital de la Bathaniyya dins la província de Damasc. Al segle xix la construcció de la via fèrria Damasc-Amman-La Meca la va convertir en una estació important. En aquesta ciutat fou suposadament fet presoner Lawrence d'Aràbia pel governador otomà que l'hauria violat. El 28 de setembre de 1918 fou ocupada pels britànics i després cedida a França.
El març de 2011, tres mesos després del començament del clima revolucionari anomenat Primavera Àrab, un seguit de manifestacions a Dera contra el règim baasista El moviment és reprimit per les forces sirianes i es perllonga encara el 2013; el moviment es transforma a poc a poc en un conflicte que oposa dos bàndols armats enmig de les poblacions civils.